# Бета-функція

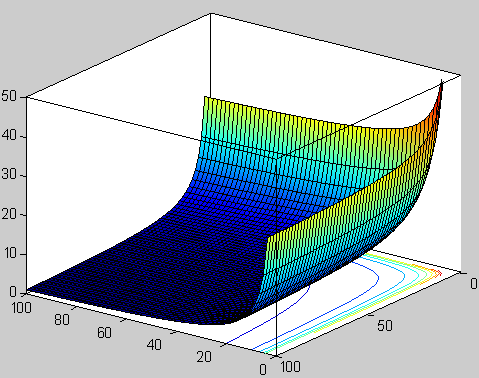
Графік бета-функції при дійсних аргументах

У математиці бета-функцією ({\displaystyle \mathrm {B} }-функцією, бета-функцією Ейлера чи інтегралом Ейлера I роду) називається наступна спеціальна функція від двох змінних:
{\displaystyle \mathrm {\mathrm {B} } (x,y)=\int \limits _{0}^{1}t^{x-1}(1-t)^{y-1}\,dt},
визначена при {\displaystyle \Re (x)>0}, {\displaystyle \Re (y)>0}.
Бета-функція була досліджена Ейлером і Лежандром, а назву їй дав Жак Біне.

## Властивості
Бета-функція симетрична відносно перестановки змінних, тобто
{\displaystyle \mathrm {\mathrm {B} } (x,y)=\mathrm {\mathrm {B} } (y,x)}.
Бета-функцію можна виразити через інші функції:
{\displaystyle \mathrm {\mathrm {B} } (x,\;y)={\frac {\Gamma (x)\Gamma (y)}{\Gamma (x+y)}}},
де {\displaystyle \Gamma (x)} — Гамма-функція;
{\displaystyle \mathrm {\mathrm {B} } (x,\;y)=2\int \limits _{0}^{\pi /2}\sin ^{2x-1}\theta \cos ^{2y-1}\theta \,d\theta ,\qquad \Re (x)>0,\ \Re (y)>0};
{\displaystyle \mathrm {\mathrm {B} } (x,\;y)=\int \limits _{0}^{\infty }{\frac {t^{x-1}}{(1+t)^{x+y}}}\,dt,\qquad \Re (x)>0,\ \Re (y)>0};
{\displaystyle \mathrm {\mathrm {B} } (x,\;y)={\frac {1}{y}}\sum _{n=0}^{\infty }(-1)^{n}{\frac {(y)_{n+1}}{n!(x+n)}}},
де {\displaystyle (x)_{n}} — нижній факторіал, рівний {\displaystyle x\cdot (x-1)\cdot (x-2)\cdot \ldots \cdot (x-n+1)}.
Подібно тому як гама-функція для цілих чисел є узагальненням факторіала, бета-функція є узагальненням біноміальних коефіцієнтів зі зміненими параметрами:
{\displaystyle \mathrm {C} _{n}^{k}={\frac {1}{(n+1)\mathrm {B} (n-k+1,\;k+1)}}}.

## Похідні
Частинні похідні у бета-функції наступні:
{\displaystyle {\partial  \over \partial x}\mathrm {B} (x,\;y)=\mathrm {B} (x,\;y)\left({\Gamma ^{\prime }(x) \over \Gamma (x)}-{\Gamma ^{\prime }(x+y) \over \Gamma (x+y)}\right)=\mathrm {B} (x,\;y)(\psi (x)-\psi (x+y))}.

## Неповна бета-функція
Неповна бета-функція — це узагальнення бета-функції, що заміняє визначений інтеграл невизначеним:
{\displaystyle \mathrm {B} _{x}(a,\;b)=\int \limits _{0}^{x}t^{a-1}\,(1-t)^{b-1}\,dt}.
При {\displaystyle x=1} неповна бета-функція збігається з повною.
Регуляризована неповна бета-функція визначається через повну і неповну бета-функції:
{\displaystyle I_{x}(a,\;b)={\frac {\mathrm {B} _{x}(a,\;b)}{\mathrm {B} (a,\;b)}}}.

### ВластивостіI(x){\displaystyle I(x)}
{\displaystyle I_{0}(a,\;b)=0};
{\displaystyle I_{1}(a,\;b)=1};
{\displaystyle I_{x}(a,\;b)=1-I_{1-x}(b,\;a)}.